# شهاب ترشیزی

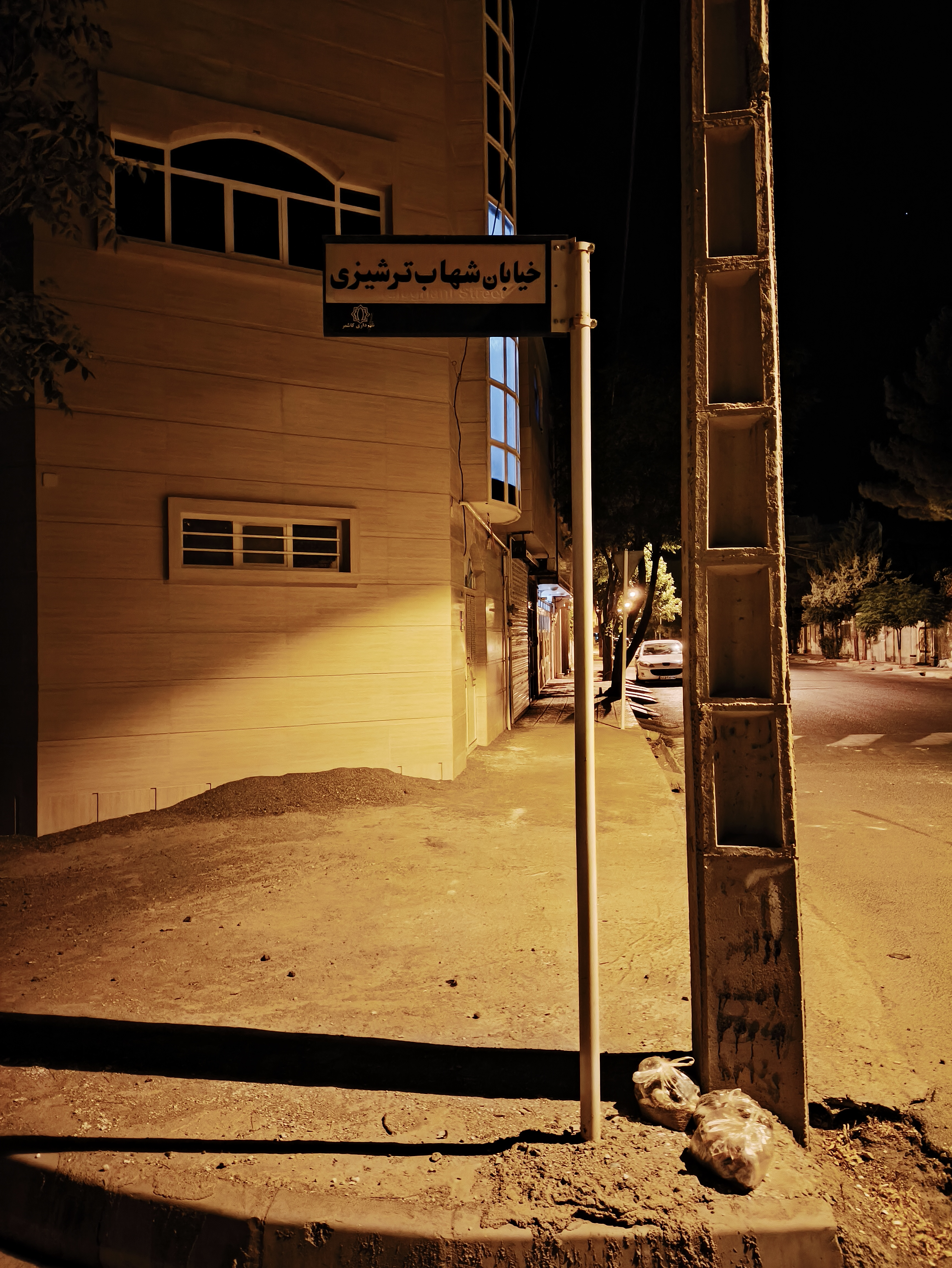
خیابانی با نام شهاب ترشیزی در کاشمر

میرزا عبدالله شهاب ترشیزی پسر میرزا حبیب‌الله؛ معروف به شهاب ترشیزی نام شاعر طنزگوی مشهور ایرانی در سدهٔ دوازدهم قمری در دورهٔ زندیه و اوایل دورهٔ قاجار است که در ترشیز (کاشمر کنونی) متولد شد. وی بر اثر بد رفتاری‌های حاکم ترشیز یعنی مصطفی‌قلی‌خان از دودمان میش‌مست؛ ترشیز را به قصد شیراز ترک کرد و سپس چندسالی در سلطان‌آباد (اراک کنونی) به سر برد و در سال ۱۱۹۷ اندکی پس از مرگ کریم خان زند از راه اصفهان به خراسان و سپس ترشیز بازمی‌گردد.

## نمونه اشعار
وی برای توصیف زادگاه و خاندانش چنین می‌گوید:
| حبذا خاکی که چون من گوهری را معدن است |  | مرحبا بومی که چون من بلبلی را گلشن است |
|                                       |  |                                        |

همچنین در این باره می‌گوید:
| مرا مسکن اصل ترشیز بود    |  | در آن جایگه عزتی نیز بود |
| پدر بر پدر جمله از دیرگاه |  | همه صاحب منصب و عزوجاه   |